# Christian Douglas
Christian Douglas (* 26. Januar 1978 in Nyköping, Schweden) ist ein deutscher Politiker (AfD). Er zog über Platz 6 der Landesliste der AfD Hessen in den 21. Deutschen Bundestag ein.

## Leben
Douglas legte sein Abitur am Geschwister-Scholl-Gymnasium Unna ab. Hiernach absolvierte er eine Ausbildung zum Rettungssanitäter und leistete Zivildienst im Rettungsdienst. Anschließend machte er eine Ausbildung zum Bankkaufmann und studierte Wirtschaftswissenschaften an der Ruhr-Universität Bochum. Hierauf folgte ein Studium der speziellen Betriebswirtschaftslehre Finanzen an der Goethe-Universität Frankfurt mit dem Abschluss Diplom-Kaufmann. Während seines Studiums besuchte Douglas eine Sprachschule in Kalifornien und arbeitete an einem Forschungsprojekt der Frankfurter Goethe-Universität in Budapest mit.
Sein Berufsbegleitendes Studium an der DVFA schloss er als Europäischer Finanzanalyst CEFA und Internationaler Investmentanalyst CIIA ab.
2014 trat er in die AfD ein.